# Xã Richfield, Quận Summit, Ohio
Xã Richfield (tiếng Anh: Richfield Township) là một xã thuộc quận Summit, tiểu bang Ohio, Hoa Kỳ. Năm 2010, dân số của xã này là 6.165 người.